# Терраса Брюля

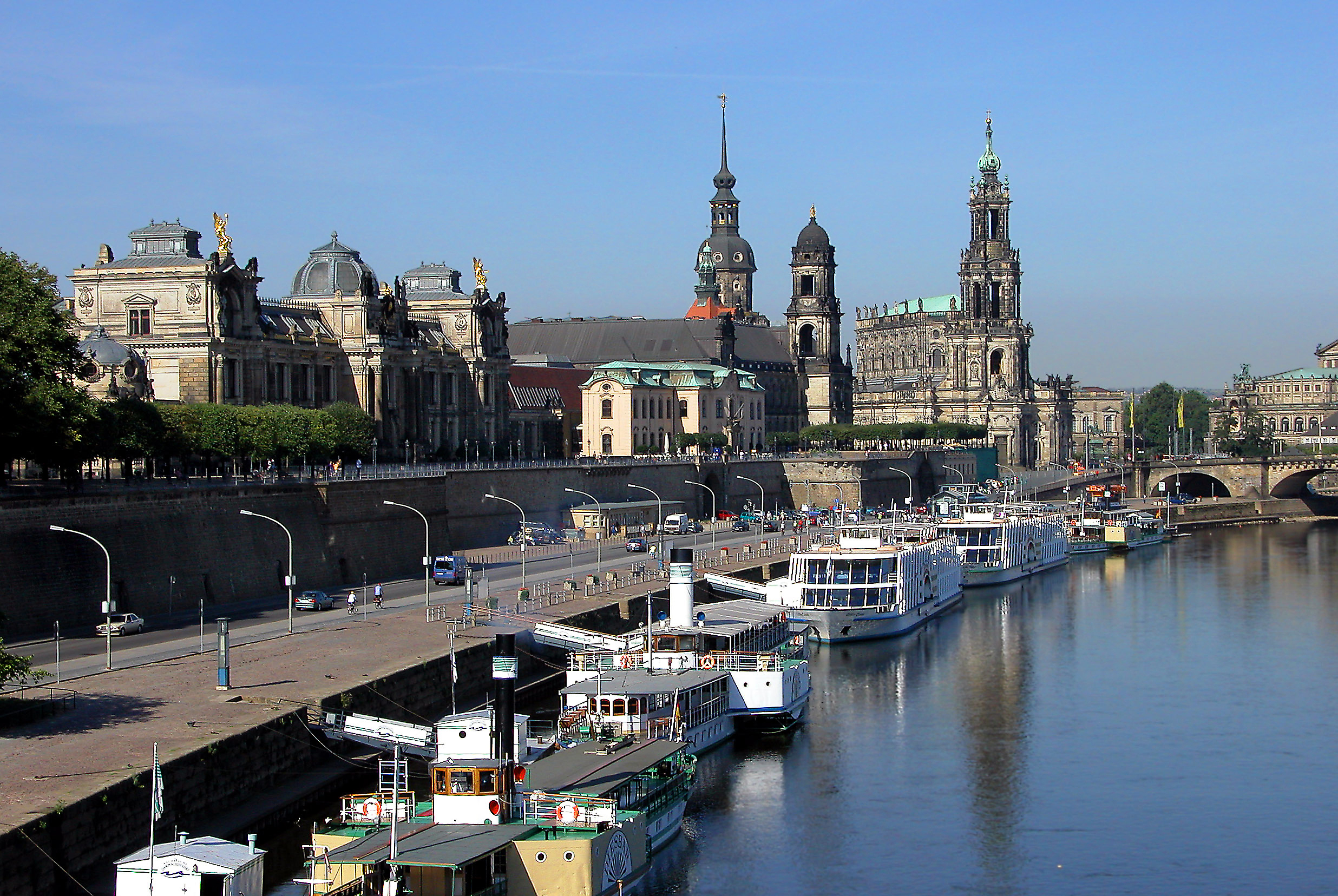
Вид на террасу с моста Каролы

Терраса Брюля (Брюльская терраса, нем. Brühlsche Terrasse) — набережная реки Эльбы в центре старого Дрездена, которая простирается примерно на полкилометра между мостом Августа (Augustusbrücke) и мостом Каролы (Carolabrücke). С начала XIX века имеет прозвище «балкон Европы». На террасу Брюля открывается знаменитый вид с противоположного берега Эльбы (т. н. панорама Каналетто).
Первоначально терраса была воздвигнута как часть фортификаций Дрездена в XVI веке. Название террасы восходит к графу фон Брюлю, по чьему распоряжению Иоганн Кристоф Кнёффель воздвиг на террасе многочисленные сооружения (галерея Брюля, библиотека Брюля, Бельведер, дворец Брюля и сад Брунетти). После переустройства Брюлем терраса потеряла своё военное значение.
В 1814 году князь Николай Репнин-Волконский, который был генерал-губернатором Саксонии после её разгрома в Битве народов, приказал сделать террасу доступной для общественности, для чего со стороны дворцовой площади архитектором Г. Тормайером была построена широкая парадная лестница, украшенная двумя львами из песчаника работы Христиана Готлиба Кюна. В 1820 под террасой была построена набережная Террассенуфер. Чтобы улучшить доступ к террасе, к ней были проделаны проходы из Мюнцгассе в 1848 и с Георг-Трой-плац в 1890—1894.
В конце XIX — начале XX века терраса была реконструирована: первоначальные постройки Брюля были заменены на современные здания, которые сегодня и определяют вид на Старый город со стороны Эльбы: Секундогенитур, Академия искусств и Альбертинум. В 1906 г. был построен Дом земельных сословий (ландтаг). В 1945 г. здание ландтага было уничтожено пожаром. После частичной реконструкции в нём разместились Земельное ведомство по охране памятников архитектуры, Музей минералогии и геологии, а также Немецкая фототека. В настоящее время здесь находится Верховный земельный суд свободной Саксонии.